# Jang Wej (gymnasta)
Jang Wej (ZZ: 杨威, pinyin: Yáng Wēi, * 8. únor 1980, Xiantao) je gymnasta z Číny. Získal tři zlaté olympijské medaile včetně víceboje jednotlivců a stal se dvakrát absolutním mistrem světa.

## Kariéra
Na olympijských hrách v Sydney v roce 2000 získal Jang Wej stříbrnou medaili v individuálním víceboji a vyhrál zlato v soutěži družstev.
V roce 2003 vyhrál na mistrovství světa ve sportovní gymnastice v Anaheimu opět zlatou medaili v soutěži družstev a stříbro v individuálním víceboji.
Na olympijských hrách v Aténách v roce 2004 skončil vítězný tým z mistrovství světa pouze pátý poté, co mnoho jeho členů upadlo. Čínský tým si to vynahradil na olympijských hrách v Pekingu v roce 2008 ziskem zlata, když na další místa odsunul Japonsko a Spojené státy.
Jang se vrátil do formy na mistrovství světa ve sportovní gymnastice v roce 2006 v Aarhusu, kde získal zlato v soutěži družstev, v individuálním víceboji a na bradlech. Zlato vyhrál rovněž v roce 2006 na Asijských hrách, a to v soutěži družstev, individuálním víceboji, na kruzích a bradlech.
Na mistrovství světa ve sportovní gymnastice v roce 2007 ve Stuttgartu úspěšně obhájil tituly v soutěži družstev a v individuálním víceboji a na čínském mistrovství v roce 2007 a 2008 vyhrál individuální víceboj a soutěž na kruzích.
Na olympijských hrách v Pekingu v roce 2008 vyhrál Jang Wej zlato v individuálním víceboji a ve finále družstev. Zároveň získal stříbro ve finále soutěže na kruzích a skončil čtvrtý ve finále soutěže kůň našíř.
Jang Wej je znám impozantní obtížností v šesti disciplínách.

## Osobní život
Jang Wej má dlouhodobý vztah s bývalou gymnastkou Jang Jün, která je čínskou dvojnásobnou bronzovou olympijskou medailistkou (v soutěži družstev a na hrazdě) a nyní je reportérkou CCTV. V červnu 2006 pozval Jang Wej Jang Jün na tiskovou konferenci, což se ukázalo jaký pouhý trik, aby ji překvapil žádostí o ruku. 6. listopadu 2008 se vzali.